# Rotterdams Nieuwsblad

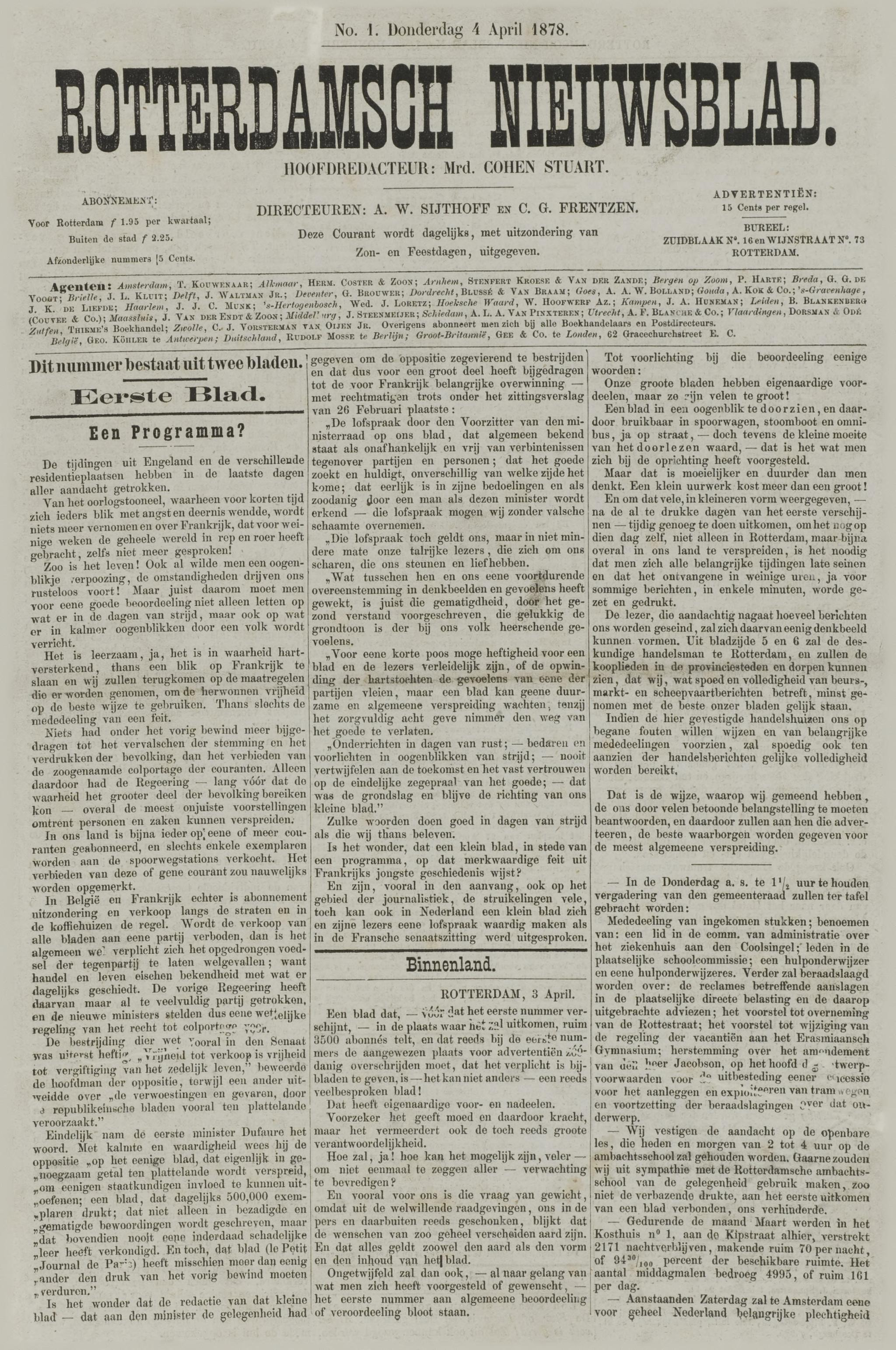
Rotterdamsch Nieuwsblad vom 4. April 1878

Das Rotterdams Nieuwsblad war eine Tageszeitung, die von 1878 bis 1991 in Rotterdam von dem Verlag Sijthoff herausgegeben wurde. Bis zum 4. April 1978 wurde die alte Schreibweise Rotterdamsch Nieuwsblad verwendet.

## Chronologie
Das Rotterdams Nieuwsblad erschien als Rotterdamsch Nieuwsblad erstmalig am 3. April 1878, war aber auf den folgenden Tag datiert. Die Auflage betrug 3.500 Exemplare. Die Zeitung beschrieb sich als „Van een onafhankelijke vrijzinnige richting, tot bevordering van algemeene ontwikkeling“ („Von einer unabhängigen liberalen Richtung, um die allgemeine Entwicklung zu fördern“).

Die Zeitung geht zurück auf eine Initiative des Gründers Albertus Willem Sijthoff, der 1860 bereits das Leidsch Dagblad sowie 1869 Het Vaderland und ab 1883 auch den Haagsche Courant herausgab. Er sah in Rotterdam, neben den bereits vorhandenen Rotterdamsche Courant, dem Nieuwe Rotterdamsche Courant und dem De Maasbode Raum für eine weitere Zeitung.
Am 1. Oktober 1885 führte das Rotterdamsch Nieuwsblad ein Samstagsabonnement ein und war am nächsten Tag die erste Tageszeitung in den Niederlanden, die den Direktverkauf einzelner Zeitungen, etwa auf der Straße, einführte. Ab dem 5. Juli 1886 wurde zusammen mit dem Haagschen Courant eine wöchentliche illustrierte Beilage unter dem Namen Kikeriki veröffentlicht. Am 1. August 1887 nahm das Rotterdamsch Nieuwsblad zum ersten Mal Kleinanzeigen auf und am 22. Oktober desselben Jahres gründete die Zeitung als erster Verlag in den Niederlanden ein Kopfblatt (regionale Ausgabe), das Dordrechtsch Nieuwsblad. Es bestand bis zum 5. April 1973.
Es wurde am 24. November 1891 im Straßenverkauf auch eine Morgenzeitung versucht; mangels Erfolg wurde sie zum Jahresende wieder eingestellt.
1905 organisierte das Rotterdamsch Nieuwsblad die zweite offizielle Fußballbegegnung zwischen Belgien und den Niederlanden, welche nun erstmals in den Niederlanden (in Rotterdam) ausgetragen wurde. Das Spiel erfolgte am 14. Mai 1905 und zeitigte das Ergebnis 4:0 für den Gastgeber.
Ab dem 18. Oktober 1921 erschien im Rotterdams Nieuwsblad die erste rein niederländische Comiczeichnung. Sie stammte aus der Hand des Cartoonisten Henk Backer (1898–1976), der dem Blatt bis zum Ende seines Berufslebens verbunden blieb.
Zum 1. April 1969 wurde das Rotterdamsch Nieuwsblad durch die Sijthoff Pers übernommen. Die Zeitung wurde ab dem 20. September 1971 ein Kopfblatt des Haagsche Courant. Anlässlich des 100-jährigen Bestehens der Zeitung wurde am 4. April 1978 die alte Schreibweise „Rotterdamsch Nieuwsblad“ in „Rotterdamse Nieuwsblad“ modernisiert.
Ab 1984 arbeiteten Het Vrije Volk und das Rotterdams Nieuwsblad kommerziell im Arbeitsverbund „Avondbladen Combinatie Rotterdam“ zusammen, obwohl beide getrennte Titel führten. Im Jahr 1991 folgte die Fusion zum Rotterdams Dagblad, das wiederum 2005 im Algemeen Dagblad aufging.

## Erscheinungsverbot
Während des Zweiten Weltkriegs und der Besetzung durch die Deutschen konnte das Rotterdamsch Nieuwsblad, bedingt durch eine (gleichgeschaltete) recht besatzerfreundliche Berichterstattung, weiter erscheinen. Die Auflage steigerte sich sogar von 90.000 verkauften Exemplaren im Jahr 1940 auf 107.679 Zeitungen im Jahr 1943 und weiter auf 109.644 Blätter im Jahr darauf. Nach Kriegsende durfte die Zeitung bis zum 15. April 1946 nicht mehr publiziert werden. Als sie wieder drucken durfte, wurde ihr jedoch untersagt, unter ihrem eigenen Namen zu erscheinen. Dieses Verbot wurde angefochten und am 27. Januar 1949 vom Berufungsausschuss der Presse aufgehoben.

## Besondere Kolumne
Das Rotterdamsch Nieuwsblad veröffentlichte jahrzehntelang Berichte über Stadtratssitzungen, welche stets mit der Unterschrift ’t 46e versehen waren. Der Journalist und Buchautor Henri Dekking begann 1896 aus den Sitzungen zu berichten. Dies wurde von seinen Nachfolgern fortgesetzt. Seine besondere Signatur verwies auf die 45 Mitglieder, die der Stadtrat hatte.